# Tralonca
Tralonca település Franciaországban, Haute-Corse megyében. Lakosainak száma 115 fő (2022. január 1.). Tralonca Omessa, Corte, Lano, Rusio, Soveria és Santa-Lucia-di-Mercurio községekkel határos.

## Népesség
A település népessége az elmúlt években az alábbi módon változott:
| Lakosok száma | 92   | 74   | 48   | 87   | 107  | 108  | 110  | 110  | 111  | 115  |
|               | 1968 | 1982 | 1990 | 2006 | 2013 | 2015 | 2017 | 2019 | 2020 | 2022 |